# Alma Leiberg
Alma Leiberg (n. 1980) este o actriță germană.

## Date biografice
Alma Leiberg s-a născut în RDG, ea a fost eleva profesoarei Kristiane Kupfer iar ulterior a Mariannei Fischer-Kupfer, studiul dramaturgiei l-a terminat în Berlin. Alma a jucat în afară de roluri în diferite seriale TV și în mai multe piese de teatru. Mai cunoscută devine după rolul jucat în filmul Die Wölfe (Lupii).

## Filmografie
- 2002: Das Duo: Tod am Strand
- 2002: Berlin, Berlin: Die Geliebte
- 2002: Homerun
- 2003: Wolffs Revier: Jeanettes Flucht
- 2004: SOKO Köln: Alles Lüge
- 2005: Geschäft mit Träumen
- 2005: Wilsberg: Schuld und Sünde
- 2005: Tatort :  Die schlafende Schöne
- 2005: Tatort : Bienzle und der Sizilianer
- 2005: Alarm für Cobra 11: Die zweite Chance
- 2006: Vier Fenster
- 2006: Nicht ohne meine Schwiegereltern
- 2006: KDD – Kriminaldauerdienst
- 2006: Polizeiruf 110: Die Stunde
- 2007–2008: KDD – Kriminaldauerdienst
- 2007: Dr. Psycho – Die Bösen, die Bullen, meine Frau und ich: Kuchenfolter
- 2007: Die Wölfe
- 2008: Unschuldig: Chaostage
- 2008: Küstenwache: Mörderischer Plan
- 2008: Lea
- 2008: Utta Danella: Wenn Träume fliegen
- 2009: Die Seele eines Mörders
- 2009: Inga Lindström: Mia und ihre Schwestern
- 2010: Weissensee
- 2011: Ein Fall für zwei: Alles außer Liebe
- 2011: Küstenwache: Tiefenrausch
- 2011: Polizeiruf 110: Cassandras Warnung
- 2013: Tatort : Macht und Ohnmach
- 2013: Tatort: Trautes Heim
- 2013: Frauen, die Geschichte machten (6/6): Katharina II. (Russland) (Ecaterina cea Mare)